# Егале
Егале (фр. Eygalayes) насеље је и општина у источној Француској у региону Рона-Алпи, у департману Дром која припада префектури Нион.
По подацима из 2011. године у општини је живело 68 становника, а густина насељености је износила 3,78 становника/km². Општина се простире на површини од 17,97 km². Налази се на средњој надморској висини од 833 метара (максималној 1.484 m, а минималној 722 m).

## Демографија
| 1962. | 1968. | 1975. | 1982. | 1990. | 1999. | 2011. |
| ----- | ----- | ----- | ----- | ----- | ----- | ----- |
| 98    | 106   | 89    | 80    | 76    | 76    | 68    |

График промене броја становника у току последњих година